# برلیانس وی۳
برلیانس وی۳ متقاطع ساب کامپکت توسط SUV است. تولید درخشش خودرو تحت نام تجاری ژونگوا. کراس اوور دارد و در H220 همان پلت فرم را با برلیانس وی۳ نمایشگاه خودروی شانگهای ۲۰۱۵ به نمایش درآمد و در ماه مه ۲۰۱۵ در بازار چین عرضه شد و از آن زمان پرفروش ترین برلیانس بوده است. قیمت ها از ۶۷۵۰۰ یوان تا  ۱۱۷۷۰۰ یوان شروع می‌شود.

## نگارخانه

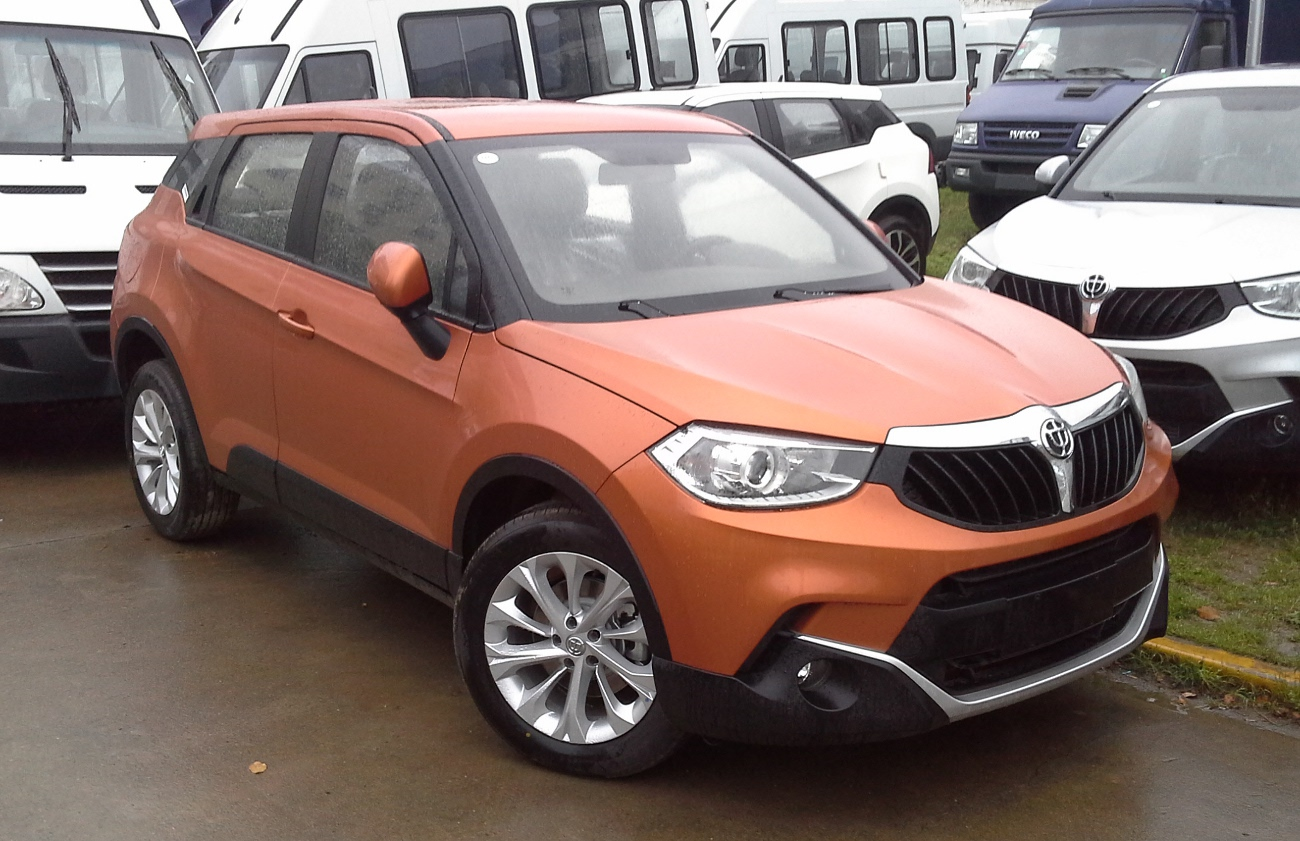
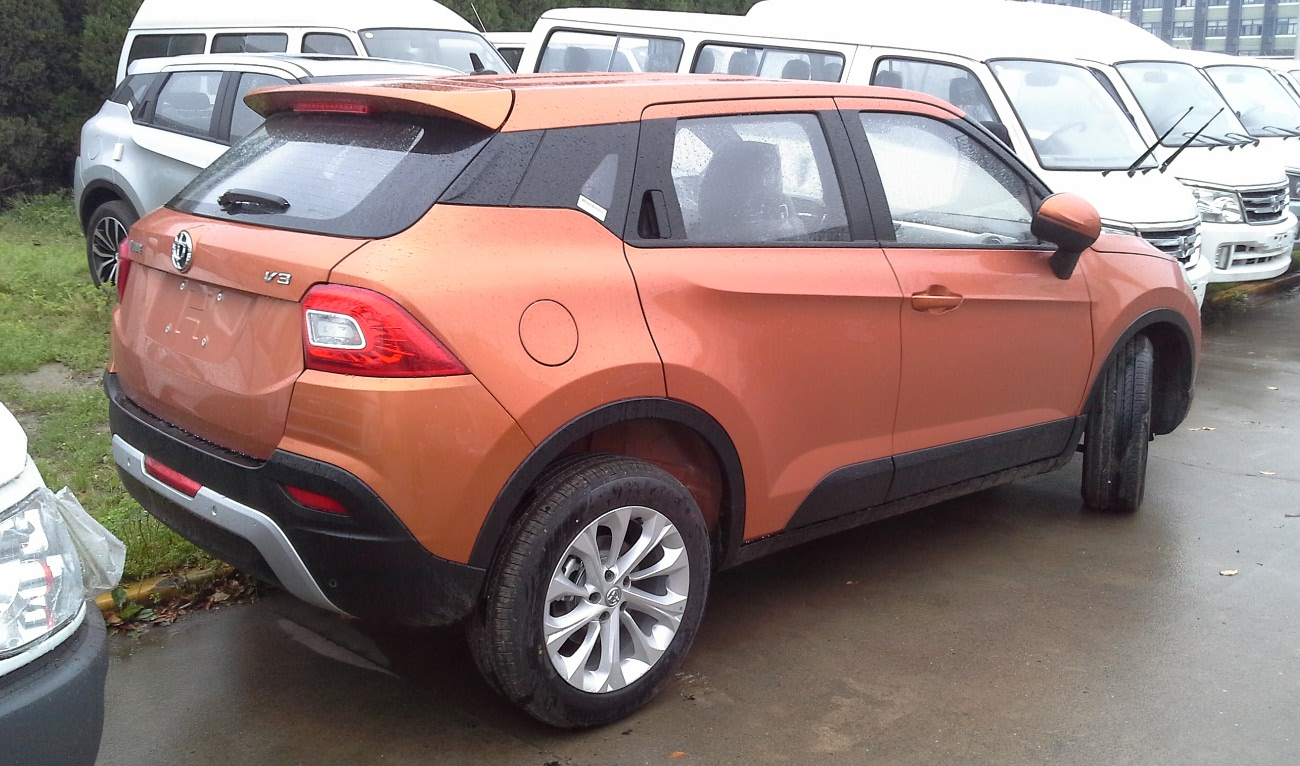